# Сент-Клер Эрскин, Джеймс, 5-й граф Росслин
Джеймс Фрэнсис Гарри Сент-Клер-Эрскин, 5-й граф Росслин (англ. James Francis Harry St Clair-Erskine, 5th Earl of Rosslyn; 16 марта 1869 — 10 августа 1939) — шотландский пэр, военный и писатель. Он носил титул учтивости — лорд Лафборо с 1869 по 1890 год.

## Происхождение и образование
Родился 16 марта 1869 года. Старший сын Роберта Сент-Клера Эркина, 4-го графа Росслина (1833—1890), и Бланш Аделизы (урожденной Фицрой) Мейнард (1839—1933), вдовы полковника Чарльза Генри Мейнарда (1814—1865), старшего сына и наследника Гени Мейнарда, 3-го виконта Мейнарда (1788—1865).
Он получил образование в Итонском колледже (Виндзор, графство Беркшир) и в колледже Магдалины (Оксфордский университет, Оксфордшир).

## Карьера
С 1886 по 1890 год — лейтенант 3-го батальона Нортгемптонширского полка, а с 1890 года — второй лейтенант Королевской конной гвардии.
6 сентября 1890 года после смерти своего отца Джеймс Сент-Клер Эрскин стал 5-м графом Росслина, унаследовал семейную резиденцию, замок Росслин в Мидлотиане, Шотландия, и часовню Росслин, угольные шахты в Дайсарте, роскошную паровую яхту и активы в размере 50 000 фунтов стерлингов . Его мать, вдовствующая графиня Росслин, пережила своего отца более чем на 40 лет до своей смерти в Риджентс-парке в Лондоне в декабре 1933 года.
С 1890 по 1897 год — капитан Файфширского добровольческого отряда легкой кавалерии. Служил в составе конной пехоты Александра Торникрофта во время Второй англо-бурской войны, где он дважды попадал в плен, о чём он написал в своей книге «Дважды в плену». Он также занимал должности заместителя лейтенанта Файфа и мирового судьи в Файфе. Лорд Росслин был военным корреспондентом Daily Mail в 1900 году. В 1904 году он был секретарем государственного секретаря Шотландии, а с 1915 по 1917 год — майор Королевского стрелкового корпуса и участник Первой мировой войны.

## Азартные игры
Лорд Росслин был заядлым игроком в рулетку и покер. Он играл в рулетку в Каннах и Монте-Карло, о чём написал в своей автобиографии «Моя игра с жизнью». К 1896 году он потерял всё и был объявлен банкротом, что привело к тому, что семейная серебряная, золотая и серебряная посуда была продана на трехдневном аукционе в Эдинбурге. В 1902 году он проиграл 310 фунтов стерлингов, играя в покер. В 1903 году он предстал перед судом за отказ оплатить вексель в размере 150 долларов .

## Личная жизнь
19 июля 1890 года лорд Росслин женился на Вайолет Алин Винер (? — 17 февраля 1945), второй дочери Роберта Чарльза де Грея Винера из Готби-холла и Ньюби-холла от его жены Элеоноры Данкомб Шафто. На их свадьбе принц Уэльский, будущий Эдуард VII, пожелал жениху и невесте здоровья. Лорд Росслин был близким другом принца и стал крестным отцом его сына Before their divorce in 1902, . До развода в 1902 году они были родителями:
- Леди Розабель Миллисент Сент-Клер-Эрскин (30 октября 1891 — 12 декабря 1956), вышедшая замуж в 1912 году за лейтенанта Дэвида Сесила Бингэма, второго сына генерал-майора сэра Сесила Эдварда Бингэма[9] . После того, как он был убит в бою в 1914 году, она вышла замуж в 1916 году за подполковника Джона Чарльза Брэнда, старшего сына майора Чарльза Брэнда[1].
- Фрэнсис Эдвард Скадамор Сент-Клер-Эрскин, лорд Лафборо (16 ноября 1892 — 4 августа 1929), который был известен как «человек, сорвавший банк в Монте-Карло»[10]. Он женился на Маргарет Шейле Маккеллар Чисхолм (1895—1969), дочери Гарри Чисхолма, в 1915 году[11] . Они развелись в 1926 году, и в 1928 году она вышла замуж за сэра Джона Милбэнка, 11-го баронета. Они также развелись, и она вышла замуж за великого князя Дмитрия Александровича Романова в 1954 году[1] . Она была одной из серии светских красавиц, сфотографированных мадам Йевонд в образах классических фигур[12].

После развода леди Росслин в 1903 году вышла замуж за английского автогонщика Чарльза Джэррота (1877—1944). Они стали родителями режиссера Чарльза Джэррота.
21 марта 1905 года лорд Росслин женился вторым браком на американской актрисе Анне Робинсон (ок. 1870 — 4 октября 1917), второй дочери Джорджа Робинсона из Миннеаполиса, штат Миннесота. Они развелись в 1907 году, и Анна позже умерла в октябре 1917 года.
Его третий брак состоялся 8 октября 1908 года на Вере Мэри Бэйли (24 февраля 1887 — 24 февраля 1975), дочери Эрика Эдварда Бэйли из Литл-Мойла в графстве Карлоу. У супругов было трое детей:
- Майор Достопочтенный Джеймс Александр Уэддерберн Сент-Клер-Эрскин (23 августа 1909 — 17 декабря 1973)[1]
- Леди Мэри Сибил Сент-Клер-Эрскин (9 мая 1912—1993), вышедшая замуж за сэра Филипа Данна, 2-го баронета (1905—1976), сына сэра Джеймса Данна, 1-го баронета, в 1933 году. Они развелись в 1944 году, и вторым браком она вышла замуж за капитана Робина Фрэнсиса Кэмпбелла, сына сэра Рональда Хью Кэмпбелла в 1946 году. Они развелись в 1958 году, и в 1962 году она в третий раз вышла замуж за Чарльза Рэймонда Маккейба. Они развелись в 1969 году, и она снова вышла замуж за своего первого мужа, сэра Филипа.
- Майор Достопочтенный Дэвид Саймон Сент-Клер-Эрскин (18 ноября 1917 — 25 октября 1985), который женился на Антонии Мэри Келли (ум. 1965), единственной дочери адмирала флота сэра Джона Дональда Келли в 1948 году. Они развелись в 1958 году[1].

Лорд Росслин умер 10 августа 1939 года, и ему наследовал его внук Энтони. Его третья супруга, вдовствующая графиня Росслин, умерла 24 февраля 1975 года.